# 550666 Difrancesco
550666 Difrancesco este o planetă minoră (asteroid) din centura de asteroizi. A fost descoperită pe 23 octombrie 2006 la  de . 
Obiectul prezintă o orbită caracterizată de o semiaxă mare de 3,1463657688879 UAi, o excentricitate de 0,16519423182307, o înclinație de 11,596678341269 ° în raport cu ecliptica.